# Урсуляк Олександра Сергіївна
Олександра Сергіївна Урсуляк (рос. Александра Сергеевна Урсуляк; нар. 4 лютого 1983) — російська акторка театру і кіно.

## Життєпис
Народилася 4 лютого 1983 року в москве сім'ї режисера Сергія Урсуляка й акторки Галини Надірлі. 
В 2003 року закінчила Школу-студію МХАТ (курс Романа Козака і Д. Бруснікіна) і була прийнята в трупу Московського драматичного театру імені О. С. Пушкіна, в якому служить і зараз.
За роль Джуліани у виставі «Чорний принц» була 2003 року удостоєна премії «Кумир» в номінації «Надія».
В кінематографі дебютувала 2003 року, знявшись в ролі Лариси в телесеріалі Андрія Кавуна «Вокзал».
Була одружена з актором Олександром Голубєвим, в шлюбі з яким народила двох дочок.
Лауреат премії «Зірка Театрала» 2013 року в номінації «Краща актриса».

## Ролі в театрах

### Московський драматичний театр імені О. С. Пушкіна
- «Чёрный принц» — Джулиана
- 2003 — «Цыганы». Постановка Д. Брусникина
- «Ночі Кабірії». Постановка А. Сигаловой — Кабирия
- «Пані Боварі», по роману Гюстава Флобера. Постановка А. Сигаловой — Эмма Бовари
- «Поздравляю с будним днём!». Постановка Р. Козака — Анна
- «Сон в шалую ночь». Постановка Н. Чусовой — Гермия
- «Письмо счастья». Постановка Дж. Джиллинджера — Юлия
- «Турандот». Постановка К. Богомолова — Турандот
- «Бешеные деньги» Олександра Островського. Постановка Р. Козака — Лидия
- «Много шума из ничего» Вільяма Шекспіра. Постановка Е. Писарева — Беатриче
- «Дамский портной» Жоржа Фейдо. Постановка А. Огарёва — Сюзанна
- «Добрый человек из Сезуана» Бертольта Брехта. Постановка Ю. Бутусова — Шен Те и Шуи Та
- «Оffис». Постановка Р. Козака — Кристенсен
- «Одолжите тенора!» Кена Людвига. Постановка Евгения Писарева — Мария
- «Божевільний день, або Одруження Фігаро». Постановка Евгения Писарева — Сюзанна
- «Обещание на рассвете» Ромена Гарі. Постановка А.Кузмина-Тарасова — Мама
- «Барабаны в ночи». Постановка Ю. Бутусова — Анна Балике

### «Stage Entertainment Росія»
- 2013—2014 — мюзикл «Чикаго» (Велма Келлі)

## Фільмографія
- 2003 — Вокзал — Лариса, дочь начальника вокзала
- 2003 — Театральний блюз — Віка
- 2005 — Повний вперед! — Ольга Кокарєва
- 2005 — Мотузка з піску — Ольга
- 2006 — Патруль — Марина
- 2007 — Дев'ять днів до весни — Яна
- 2007 — Сашка, любовь моя — Наташа
- 2008 — День Д — Алия
- 2008 — Псевдонім «Албанец» 2 — Анна, дочка Марії
- 2008 — Найкращий вечір — Мария Григорьева
- 2010 — Москва, я люблю тебя! — провинциалка
- 2011 — Фурцева — Фіра Ліфшиц
- 2011 — Фарфоровая свадьба — Лариса, сусідка Максимових
- 2012 — Друге повстання Спартака — Влада Котляревська, сестра Спартака'
- 2012 — Віддам дружину в хороші руки — Ірина Серебрякова
- 2012 — Однолюби — Лариса Удальцова, дружина Миколи
- 2013 — Хуторянин — Анна Шувалова, слідчий
- 2013 — Виходжу тебе шукати 2  — КсКсенія, дівчина Михайла
- 2013 — Готель «Президент» — Марія Лапіна
- 2013 — Справа честі — Надія Александрова, слідчий прокуратури
- 2013 — Погана кров — Міла, помічниця Федора
- 2013 — Ляльководи — Ірина, сестра Клео
- 2013 — Прощай, кохана!  — Ольга Трефилова, слідчий
- 2013 — Шерлок Холмс (фильм «Любовницы лорда Маулбрея») — Элен, художница
- 2014 — Поиски улик — Елена Котова, судмедэксперт
- 2015 — Как я стал русским — Екатерина Денисовна Добровольская, главный редактор московского филиала «American Post», возлюбленная Анатолия Платонова
- 2015 — Орлова і Александров — Нонна, сестра Любови Орловой
- 2017 — Час перших — Светлана Леонова
- 2017 — Життя після життя — Светлана Шевердина
- 2023 — Бібліотекар — Шорохова
- 2020 — Політ — дружина Іллі

## Нагороди і номінації
| Рік  | Премія         | Категорія                 | Вистава / Роль                                   | Результат |
| ---- | -------------- | ------------------------- | ------------------------------------------------ | --------- |
| 2014 | «Золота маска» | Краща жіноча роль у драмі | «Добра людина з Сезуана» за ролі Шен Ті і Шуї Та | Перемога  |